# 50 блондинок
«50 блондинок» — интеллектуальное шоу, аналог голландской телеигры «Beat the blondes», выходило на телеканале «Россия» с 16 февраля по 28 июня 2008 года. Ведущий — Николай Фоменко. Главный приз — 1 миллион рублей.

## Правила игры
В игре принимает участие один главный игрок — мужчина. В качестве его соперниц выступают 50 блондинок. Каждая из блондинок перед игрой ответила на 390 вопросов.
В зависимости от числа верных ответов, эрудиции и интеллектуальных способностей они расставлены по восьми рядам — в первом ряду стоят семь блондинок, давших наименьшее число верных ответов, во втором — семь блондинок, ответивших лучше и т. д. Наверху, в восьмом ряду встаёт самая умная блондинка.

### 1-й тур
Главному игроку на выбор даётся десять тем. Перед каждым вопросом вперёд выходит один ряд блондинок.
Игрок выбирает тему и ему задаётся один из тех вопросов, который был перед игрой задан блондинкам. К каждому вопросу есть четыре варианта ответа.
Если игрок ответил верно, то неверно ответившие блондинки покидают игру, а ответившие верно проходят во второй тур и игроку за каждую выбывшую блондинку на счёт зачисляется по 1000 рублей на первом вопросе (и блондинок первого ряда), 2000 рублей на втором и так далее.
На седьмом вопросе каждая выбывшая блондинка приносит игроку 7000 рублей. На восьмом вопросе, если игрок ответил верно, а главная блондинка — нет, то лицевой счёт игрока удваивается.
Во второй тур игрок может перейти только в том случае, если в игре осталось не более 25 блондинок.

### 2-й тур
Игроку даётся на выбор три вопроса, сначала без вариантов. Игрок выбирает один из них и блондинки пишут свой ответ на листках бумаги. После чего даются варианты ответа и игрок может отвечать. Если он ответил неверно, то его выбор на последующих вопросах сокращается на один; если игрок ответил верно, то он начинает «убирать» блондинок, путём выбора одной из них. Если она ответила неверно, то она покидает игру, а игрок продолжает «убирать», если ответила верно — игра продолжается, игроку предлагаются на выбор следующие вопросы.
Всего во втором туре может быть задано 10 вопросов. Если в игре осталось три блондинки, игрок может согласиться на суперигру или забрать деньги с лицевого счёта и уйти.

### Суперигра
Игрок снова выбирает один из оставшихся (от одного до трёх) вопросов. Блондинки и игрок снова дают свой ответ как и во втором туре. Если игрок ответит верно, то проверяются ответы блондинок. Если хотя бы одна из них ответила верно — блондинки делят между собой лицевой счёт игрока. Если же все три блондинки ошиблись, то игрок выигрывает главный приз — 1 миллион рублей.

## История игры
В программе против блондинок принимали участие известные люди:
- Алексей Панин (первый выпуск 16 февраля)
- Алексей Кортнев (выпуск 24 февраля)
- Дмитрий Губерниев (выпуск 1 марта)
- Юрий Стоянов (выпуск 9 марта)
- Дмитрий Маликов (выпуск 15 марта)
- Андрей Носков (выпуск 22 марта)
- Владимир Винокур (выпуск 29 марта)
- Сергей Селин (выпуск 5 апреля)
- Анатолий Журавлёв (выпуск 12 апреля)
- Михаил Шац (выпуск 19 апреля)
- Александр Буйнов (выпуск 26 апреля)
- Михаил Зеленский (выпуск 3 мая)
- Юрий Грымов (выпуск 10 мая)
- Алексей Чумаков (выпуск 17 мая)
- Денис Семенихин (выпуск 24 мая)
- Альберт Попков (выпуск 31 мая)
- Валерий Меладзе (выпуск 7 июня)
- Василий Шандыбин (выпуск 14 июня)
- Сосо Павлиашвили (выпуск 21 июня)
- Виктор Ерофеев (последний выпуск 28 июня)

На стороне «блондинок» играли, в частности, Мисс Россия-2003 Виктория Лопырёва, телеведущие Лика Кремер и Екатерина Коновалова, продюсер Яна Рудковская, писательница Лена Ленина, фигуристка Анастасия Гребёнкина, певицы Ирина Салтыкова, Катя Лель, Настя Макаревич, Юлия Началова и Юлия Ковальчук, танцовщица Светлана Богданова, прежде участвовавшая в программе «Танцы со звёздами».
За время проведения игры обладателями миллиона стали Дмитрий Маликов и Александр Буйнов. В шоу с участием Буйнова все участницы были в свадебных платьях.
По итогам шоу Николай Фоменко получил телепремию ТЭФИ в номинации «Ведущий развлекательной программы», но съёмки новой серии не состоялись по причине высокой стоимости проекта.

## Критика
Телекритик Ирина Петровская негативно оценила формат шоу, согласно которому интеллект одного мужчины примерно эквивалентен интеллекту 50 женщин, и работу ведущего Николая Фоменко:

«Фоменко кажется любимым учеником и продолжателем дела Аркадия Апломбова — незабвенного конферансье из легендарного кукольного спектакля „Необыкновенный концерт“. Пошлость буквально сочится из него, заливая всё пространство интеллектуального шоу. Даже „зайки, рыбки, солнышки, мышки, кошечки, лютики“, как он то и дело именует участниц, чувствуют перебор и временами смотрят на него зверем. Впрочем, эти самые „зайки“ в большинстве своём оправдывают гордое звание „блондинок“. Они так и напрашиваются на пародию, что с удовольствием и делает Фоменко, передразнивая их манеру речи, хлопанье ресничками, жеманность и кокетство. 
Красота, как говорила героиня Раневской, — страшная сила. Красота, помноженная на такой могучий коллективный умище, — сила просто-таки убойная. И бьёт она в первую очередь по женщинам вообще, закрепляя в сознании мужской части зрителей образ непроходимой идиотки. В лучшем случае — прелесть, что за дурочки. В худшем — ужас, какой дуры!».